# Sanchón de la Ribera (kommunhuvudort)
Sanchón de la Ribera är en kommunhuvudort i Spanien.   Den ligger i provinsen Provincia de Salamanca och regionen Kastilien och Leon, i den centrala delen av landet, 240 km väster om huvudstaden Madrid. Sanchón de la Ribera ligger 726 meter över havet och antalet invånare är 110.
Terrängen runt Sanchón de la Ribera är huvudsakligen platt. Sanchón de la Ribera ligger nere i en dal.  Trakten runt Sanchón de la Ribera är nära nog obefolkad, med mindre än två invånare per kvadratkilometer. Närmaste större samhälle är Vitigudino, 9,0 km söder om Sanchón de la Ribera. Trakten runt Sanchón de la Ribera består i huvudsak av gräsmarker.